# Paramonohystera tschislenkoi
Paramonohystera tschislenkoi är en rundmaskart som beskrevs av Platonova 1971. Paramonohystera tschislenkoi ingår i släktet Paramonohystera och familjen Monhysteridae. Inga underarter finns listade i Catalogue of Life.